# Helsinki-Tag
Am Helsinki-päivä (dt. Helsinki-Tag), der jährlich am 12. Juni stattfindet, feiert die finnische Hauptstadt Helsinki ihre Gründung. An diesem Datum im Jahr 1550 ließ Schwedens damaliger König Gustav I. Wasa die Stadt unter ihrem schwedischen Namen Helsingfors gründen.
Der Stadtgeburtstag wird seit 1959 gefeiert; er geht auf eine Initiative des damaligen Oberbürgermeisters von Helsinki, Lauri Aho, sowie des Vorsitzenden der Helsinki-Gesellschaft, Jorma Waronen, zurück. Traditionell trinkt der Oberbürgermeister zur Eröffnung des Helsinki-Tags eine Tasse Kaffee im Hof des Rathauses.
Heute gehören Open-Air-Konzerte und Theateraufführungen ebenso zum Programm wie der kostenfreie Besuch der Museen, Stände in der Stadt sowie geführte Stadtrundgänge. Darüber hinaus vergibt die Stadt Helsinki am 12. Juni die Helsinki-Medaille, mit der verdienstvolle Bürger ausgezeichnet werden. Den Helsinki-Tag besuchen jährlich mehrere Hunderttausend Gäste.